# Representación del espacio rayo
La representación del espacio rayo es utilizada en la FTV (Free viewpoint television),  que es un sistema de televisión que nos permite ver diferentes puntos de vista simplemente al cambiar nuestra posición respecto al equipo reproductor. 

## Definición del espacio rayo
Con el espacio rayo podemos representar las coordenadas de un rayo en el espacio real como un punto. De esta forma se crea un espacio virtual a partir de los diferentes puntos obtenidos. Este espacio virtual está caracterizado por 4 dimensiones (x,y,θ,φ), 5 si consideramos el tiempo.
El espacio rayo es generado mediante la adquisición de múltiples vistas de cada imagen obtenida. Para ello, se sitúan un número determinado de cámaras en la escena de forma que en cada instante de tiempo se captan imágenes desde cada punto donde hay una cámara situada. De esta forma se consigue crear este espacio virtual, teniendo en cuenta los parámetros de la situación de cada cámara.

## Tipos de espacios
Si las cámaras están dispuestas en espacio limitado entonces la representación virtual obtenida será un subconjunto del espacio rayo. De esta forma, es posible la creación de dos tipos de espacios  virtuales, teniendo en cuenta la colocación de las cámaras: el espacio ortogonal y el espacio circular.

### Espacio ortogonal
En este caso, el rayo es caracterizado por la intersección de este con el plano de referencia y por su dirección. Para la obtención de las imágenes se disponen las cámaras de forma lineal.

### Espacio circular
Las cámaras están situadas de forma circular así que el plano de referencia es normal a la dirección del rayo. De esta forma cubrimos la imagen tanto por delante como por su parte posterior.

## La señal FTV (sistema Ortogonal)
La señal enviada consiste en una señal de dos dimensiones (x, θ). X es la señal de vídeo que nuestro reproductor ha de procesar. En función de nuestro movimiento (u=tan θ), se reproduce una señal obtenida de una de las cámaras u otra. En el caso de que nos situemos en un punto de vista en el que ninguna cámara tome imágenes, la señal reproducida resulta de hacer interpolación entre las dos cámaras más cercanas. De esta forma, la calidad del sistema vendrá determinada por la interpolación que éste realice. También, en función del número de cámaras utilizadas en la adquisición de la imagen, el espacio rayo será más o menos denso. Mientras más denso sea (más cámaras) se deberá recurrir menos a la interpolación y obtendremos un sistema mejor.
- Datos: Q6105926